# Фредді (фільм)
Фредді — індійський психологічний трилер мовою хінді, знятий режисером Шашанкою Гошем за сценарієм Парвіза Шайха. Виробництвом фільму займалися Balaji Motion Pictures, NH Studioz та Northern Lights Film. У головних ролях Картик Аарян і Алая Ф. Прем’єра фільму відбулася 2 грудня 2022 року на Disney+Hotstar
Фільм отримав дуже позитивні відгуки щодо головного акторського складу (особливо Картика Ааряна), історію, сценарій, режисуру, музичний супровід та інші технічні аспекти.

## Сюжет
Доктор Фредді Гінвала —  сором'язливий і соціально замкнутий стоматолог з Мумбаї. Він ходить на численні побачення з жінками, але щоразу отримує відмову. Єдиним другом чоловіка є домашня черепаха Харді, а вільний час він проводить, працюючи над своїми мініатюрними літачками. Коли Фредді був ще дитиною, його батько вбив його матір, а потім покінчив життя самогубством. З того часу тітка Персіс опікувалась ним
На весіллі одного з родичів Фредді бачить дівчину, на ім'я Кайнааз, і підходить до неї, щоб заговорити, але його відштовхує її чоловік Рустом, який займався організацією весілля. На наступний день Кайнааз зустрічається з Фредді в його клініці і каже, що хоче видалити зуб мудрості, і він проводить операцію наступного дня. Незабаром Фредді закохується в неї і не може перестати думати про неї. Одного дня чоловік проходить поруч з її будинком, щоб хоч мигцем побачити дівчину, і помічає, як її б'є Рустом. Фредді телефонує дівчині наступного дня, наполягаючи на тому, щоб вона приїхала до нього для перевірки стану здоров'я після операції. Він розпитує її про рани на обличчі, і та розповідає йому, що Рустом жорстоко поводиться з нею і вб'є, якщо вона коли-небудь покине його. Фредді та Кайнааз починають таємно зістрічатися, і вона відповідає йому взіємністю. Закохані планують одружитися і позбутися Рустома, вбивши його.
Фредді вбиває його, переїхавши машиною, і їде прямо до свого фермерського будинку в Карджаті, де залишається на тиждень і ремонтуює машину. Поліція не може знайти жодних доказів, пов'язаних зі смертю Рустома. Повернувшись додому, Фредді йде на зустріч з Кайнааз, але шокований, побачивши її з шеф-кухарем Реймондом. Кайнааз зізнається Фредді, що ніколи не кохала його, а лише використала для вбивства чоловіка, щоб вони з Реймондом могли бути разом і вона могла стати власницею ресторану, який раніше належав її чоловікові. Фредді спустошений і вирішує помститися. Він проникає в будинок Кайнааз і замінює її засіб для вмивання на рідкий миючий засіб для посудомийної машини, оскільки Кайнааз раніше згадувала, що у неї алергія на сульфат натрію. Він також видаляє гальмівну рідину з автомобіля Реймонда. Прокинувшись, Кайнааз виявляє, що її шкіра вкрита висипом через алергію, і Реймонд везе її до лікарні, але через несправність гальм вони потрапляють в аварію і отримують значні ушкодження.
Наступного Кайнааз помітила, що хтось розмістив в Інтернеті скаргу про знайдену ящірку в їжі, яка заплямувала репутацію ресторану. У мережу також потрапила непристойна фотографія її та Реймонда. Кайнааз переконана, що за всім цим стоїть Фредді. Вони йдуть до нього додому і починають бити, але туди приїжджає поліція, про що Фредді повідомив їх заздалегідь. Кайнааз і Реймонд розповідають поліції, що Фредді вбив Рустома, але не можуть надати жодних доказів, оскільки Фредді таємно видалив усі його фотографії та повідомлення з їхніх телефонів, поки вони спали. Пізніше вони знову вдираються в будинок Фредді, поки його немає, і вбивають черепаху Харді, залищивши чоловіка з розбитим серцем. Реймонд наймає фальшивого свідка по вбивству Рустома, який підставляє Фредді і показує поліції його номер машини. Коли поліція починає допитувати чоловіка, він бреше, що Реймонд підставив його, взявши машину для вбивства Рустома, і доводить це, показуючи фальшиві повідомлення, які він сам таємно відправив з телефону Кайнааз на свій телефон, а також записи камер відеоспостереження, на яких видно, як вони вдираються в його будинок.
Фредді телефонує Кайнааз та Реймонду і каже, що за ними приїде поліція і що він помилує їх, якщо вони прийдуть і вибачаться перед ним на його фермі. Він також просить їх взяти з собою валізу. Поліція бачить на відеозаписі з камер спостереження, як вони виходять з будинку з валізою, і припускає, що вони втекли. На фермі пара знову намагається вбити Фредді, але він перемагає і тримає їх у заручниках. Перед тим, як Фредді вирве Кайнааз та Реймонду зуби, прив'язавши їх до стільця, Кайнааз намагається врятувати себе зізнавшись, що саме Реймонд вбив його домашню черепаху, і благає дати їй другий шанс. Фредді намагається перевірити її. Він приносить улюблену віолончель своєї матері і просить її зіграти пісню, оскільки Кайнааз згадувала раніше, що саме його мати надихнула її в цьому. Але дівчина не може цього зробити і Фредді розуміє, що вона блефує с самого початку. . Знесилений, він насильно видаляє їм обидва зуби без анестезії, що призводить до їхньої смерті. Коли Фредді ховає Кайнааз, він зізнається, що все ще кохає її і що це був жарт над ним. Він лягає між двома похованими тілами і моторошно посміхається глядачам, коли екран стає чорним.

## Акторський склад
- Картик Аарян — доктор Фредді Гінвала
- Алая Ф[en] — Кайнааз Ірані
- Каран А. Пандіт — Раймонда Наріман, хлопець Кайнааз та шеф-кухарь в кафе, яке часто відвідував Фредді
- Саджад Делафроз — Рустом Ірані, жорстокий чоловік Кайнааз
- Дженіфер Пічінато — Ава
- Харшика Кевалрамані — Ширін Містрі
- Тріпті Агарвал

## Виробництво
У липні 2021 року було підтверджено, що Картик Аарян зіграє головну роль у наступному фільмі Екта Капур та Джея Шевакрамані. Для ролі стоматолога Ааряну довелося набрати 14 кг ваги
На головну роль з Ааряном була запрошена Алая Ф. Це її друга роль у фільмі після {{не перекладено|Джавані Джаанеман|Джавані Джаанеман|en|Jawaani_Jaaneman}(2020).
Основні зйомки розпочалися 4 серпня 2021 року, і з цього дня до зйомок приступив Аарян.  Алая приєдналася до зйомок в середині серпня. 14 вересня відбулися зйомки кульмінаційної сцени. 29 вересня 2021 року зйомки завершилися. 

## Музика
Музику до фільму написав Прітам. Перший сингл під назвою "Kaala Jaadu" вийшов 11 листопада 2022 року. Другий сингл під назвою "Tum Jo Milo" вийшов 21 листопада 2022 року.
Автор слів Іршад Каміль. 
| Список треків | Список треків             | Список треків                    | Список треків |
| #             | Назва                     | Вокаліст(и)                      | Тривалість    |
| ------------- | ------------------------- | -------------------------------- | ------------- |
| 1.            | «"Kaala Jaadu»            | Аріджит Сінгх, Нікіта Ганді      | 3:36          |
| 2.            | «"Tum Jo Milo"»           | Абхіджит Шрівастава, Шрея Пхукан | 3:25          |
| 3.            | «Tujhse Pyaar Karta Hoon» | Раґав Чайтанья                   | 2:35          |

## Дата випуску
Офіційний постер Картика Ааряна та Алая Ф було опубліковано 28 жовтня 2022 року та 17 листопада 2022 року відповідно. Тизер фільму вийшов 7 листопада 2022 року. На екрани фільм вийшов 2 грудня 2022 року.

## Рецензія
Bollywood Hungama оцінив фільм на 4 з 5 зірок і написав: "Фредді може похвалитися чудовим сюжетом і першокласною грою Картика Ааряна, який продемонстрував найкращу гру в своїй кар'єрі". Рохіт Бхатнагар з журналу The Free Press Journal оцінив фільм на 4 з 5 зірок і написав: "Фредді захоплює в першій половині, хоча друга половина змушує нудьгувати з серією помсти, вони залишаються вірними фільму і жанру. Слідкуйте за незвичною грою Картика". Ешита Бхаргава з The Financial Express оцінила фільм на 4 з 5 зірок і написала: "Від сценарію та операторської роботи до режисури та акторської гри, "Фредді" обов'язковий до перегляду. Картик Аарян вкотре продемонстрував нам чудову гру, довівши, що він може зіграти будь-якого персонажа і не піддається стереотипам". Праг'я Джа з ABP News оцінила фільм на 4 з 5 зірок і написала: "Після перегляду цього фільму можна сказати, що в останніх фільмах на хінді відбувся довгоочікуваний зсув у бік кримінальних трилерів. Подивіться цей фільм, щоб побачити Картика Ааряна в абсолютно новому світлі!". Чіраг Сехгал з News 18 оцінив фільм на 3,5 з 5 зірок і написав: "Фредді варто подивитися. Вам сподобається цікавість, яку викликає фільм. Вам неодмінно сподобається Картик Аарян в абсолютно новому аватарі. Алая Ф - вишенька на торті. Наприкінці фільму ви, можливо, будете боятися відвідувати стоматолога, але в цьому і є вся забава!". Акіта Бхандарі з Zee News оцінила фільм на 3,5 з 5 зірок і похвалила гостросюжетну драму за "блискучу акторську гру Картика, захоплюючу історію, гострий сюжет, дивовижну режисуру і непередбачувану кульмінацію!". Мехак Сабхарвал з Zoom оцінив фільм на 3,5 з 5 зірок і назвав його "гарним фільмом", а також написав: "Ви побачите нову версію Картика, яка дуже відрізняється від фільмів, які він знімав раніше. Фільм заслуговує на ваш час".
Ренука Вьявахаре з The Times of India оцінила фільм на 3 з 5 зірок і написала: "Фредді досить цікавий і тривожний, але він вагається, щоб викластися на повну. Фільм починається добре, але не досягає свого повного потенціалу". Тушар Джоші з India Today оцінив фільм на 3 з 5 зірок і написав: "Фредді темний і заплутаний. Подивіться його, якщо ви хочете відпочити від цукеркової версії Картика Ааряна і побачити, як він пробує щось інше". Девеш Шарма з Filmfare оцінив фільм на 3 з 5 зірок і написав: "Фільм, безумовно, не для повільного перегляду. Багато часу витрачено на створення характеру Фредді. Показано, що він почувається найбільш комфортно біля своїх інструментів, втрачаючи себе у своїй роботі та завойовуючи довіру своїх пацієнтів". Авінаш Лохана з Pinkvilla оцінив фільм на 3 з 5 зірок і написав: "Фредді катається на виступах і захоплюючій другій половині фільму".

## Зовнішні посилання
- Фредді на сайті IMDb (англ.)
- Freddy at Bollywood Hungama